# Odyneropsis pallidipennis
Odyneropsis pallidipennis là một loài Hymenoptera trong họ Apidae. Loài này được Moure mô tả khoa học năm 1955.